# Hercostomus udovenkovae
Hercostomus udovenkovae är en tvåvingeart som beskrevs av Negrobov och Logvinovskii 1977. Hercostomus udovenkovae ingår i släktet Hercostomus och familjen styltflugor. Inga underarter finns listade i Catalogue of Life.